# Hoods Entertainment
株式会社Hoods（フッズエンタテインメント株式会社；），是以日本动画企画、制作为主营业务的日本企業。

## 公司概要
GONZO的制作人永井理及一部分参与了「武装机甲」、「BLASSREITER」等片制作的工作人员，于2009年2月成立的动画制作公司。
成立最初的目的是原创动画的制作，及包括作画在内的外包业务。但目前的作品皆是改編自漫畫作品，並因內容挑戰一般向動畫尺度而引起動漫迷注意。

## 作品

### 電視動畫
- 聖痕鍊金士（聖痕のクェイサー，2010年）
- 聖痕鍊金士Ⅱ（聖痕のクェイサーⅡ，2011年）
- 魔乳秘劍帖（魔乳秘剣帖，2011年）
- 謎樣女友X（謎の彼女X，2012年）
- Fantasista Doll（ファンタジスタドール，2013年）
- 蒼翼默示錄Alter Memory（BLAZBLUE Alter Memory，2013年）
- 如果折斷她的旗（彼女がフラグをおられたら，2014年）
- 大圖書館的牧羊人（大図書館の羊飼い，2014年）
- 漂流武士（ドリフターズ，2016年，HOODS DRIFTERS STUDIO名義）
- 童話魔法使（メルヘン・メドヘン，2018年）
- 三次元女友 REAL GIRLl（3D彼女 リアルガール，2018年）
- 戰×戀（戦×恋，2019年）
- 演劇偶像（ゲキドル，2021年）

### OVA
- 秋日天空（あきそら，2009年）
- Rescue ME!（れすきゅーME!，2013年）
- 科學化學症候群（カガクなヤツら，2013年）
- 閃亂神樂 ESTIVAL VERSUS（閃乱カグラ ESTIVAL VERSUS -水着だらけの前夜祭-，2015年）
- 青春水球社（ハンツー×トラッシュ，2015年）
- 演剧偶像 Alice in Deadly School（アリスインデッドリースクール，2021年）

### 製作協力
- 神樣DOLLS（神様ドォルズ）（總承包商：Brain's Base，電視動畫，2011年）
- 靈異E接觸（レベルE）（總承包商：Studio Pierrot、david production，電視動畫，2011年）
- JoJo的奇妙冒險（ジョジョの奇妙な冒険）（總承包商：david production，電視動畫，2012年）
- PSYCHO-PASS（總承包商：Production I.G，電視動畫，2012年）
- 失憶症（AMNESIA）（總承包商：Brain's Base，電視動畫，2013年）
- 惡之華（惡の華）（總承包商：ZEXCS，電視動畫，2013年）
- 小鎮有你（君のいる町）（總承包商：GONZO，電視動畫，2013年）

## 关联项目
- 日本动画工作室列表